# Anne Marie Helger
Anne Marie Helger (født 12. februar 1946 i Charlottenlund) er en dansk skuespillerinde.
Helger startede som elev på Aalborg Teaters elevskole i 1966, hvor hun samme år debuterede i Ann Jellicoes Min skøre mors hobby. Hun gennemførte dog ikke uddannelsen, men sprang fra i 1967 og blev i stedet ansat på Jomfru Ane Teatret. Har siden været tilknyttet flere teatre og cabaretter, ofte i roller med både provokerende, satirisk og politisk indhold. Endvidere har Helger medvirket i film og tv-serier.
Anne Marie Helger er desuden en aktiv deltager i den offentlige debat. Helger har erklæret sig socialist og er stifter af Fristaden Christiania Fonden.

## Filmografi
- Strømer – Marianne (1976)[3]
- Nyt legetøj – Varietésangerinde (1977)[3]
- Slægten – Frk. Jansen (1978)[3]
- Johnny Larsen – Bagerjomfru (1979)[3]
- Kniven i hjertet – Kunde på posthuset (1981)[3]
- Koks i kulissen – Laura (1983)[3]
- Sidste akt – Linda White (1987)[3]
- Himmel og helvede – Ekspeditrice (1988)[3]
- Viktor og Viktoria – Skrumpeltroldemor (1993)[3]
- De frigjorte – Karen (1993)[3]
- Cirkus Ildebrand – Mirabella (1995)[3]
- Fanny Farveløs – Fru Helger (1997)
- Fru Eilersen og Mehmet – Fru Eilersen (2006)[3]
- Cykelmyggen og Dansemyggen - stemme, Sensitiva de Luxe (2007)[3]
- Cykelmyggen og Minibillen - stemme, Græshoppen Sensitiva (2014)

### Tv-serier
- De to i ledvogterhuset - Rie, ledvogterens kone (julekalender, 1969)
- Torvet - Juletræskøber (julekalender, 1981)
- Anthonsen - Palles kone (afsnit 3; 1984)[3]
- Nana - Skolesekretær (1988)[3]
- Da Lotte blev usynlig - Gudrun (1987)[3]
- Een gang strømer... - Anita Rasmussen, ejer af massageklinik (1987)
- Y's Fantom Farmor - Fantom Farmor (1996) [6]
- Kirsebærhaven 89 - Edith Nicolaisen (1989)[3]
- Forbrydelsen – Vibeke Lund (afsnit 2-8, 11-13, 15 & 16; 2007)[3]
- Forbrydelsen II - Vibeke Lund (afsnit 1, 2, 4, 6, & 10; 2009)[3]
- Limbo – Louises mormor (2012)[3]
- Forbrydelsen III – Vibeke Lund (afsnit 2, 9, & 10; 2012)[3]

### Musik/Lydbøger
- Max og Antonette (1988) (Antonette)
- Vinden i Piletræerne (2006) (Fortælleren)
- Som lyset i en Renoir (2018)

## Teater og cabaret
- Jule Varieté den 29. november 2012 - 22. december 2012. Teater Vestvolden.[7]

 Dette afsnit eller denne liste er kun påbegyndt. Hvis du ved mere om emnet, kan du hjælpe Wikipedia ved at tilføje mere.